# Emmy Zehden
Emmy Zehden nata Windhorst (Lübbecke, 28 marzo 1900 – Berlino, 9 giugno 1944) è stata un'antifascista tedesca, testimone di Geova e combattente della resistenza contro il regime nazista.

## Biografia

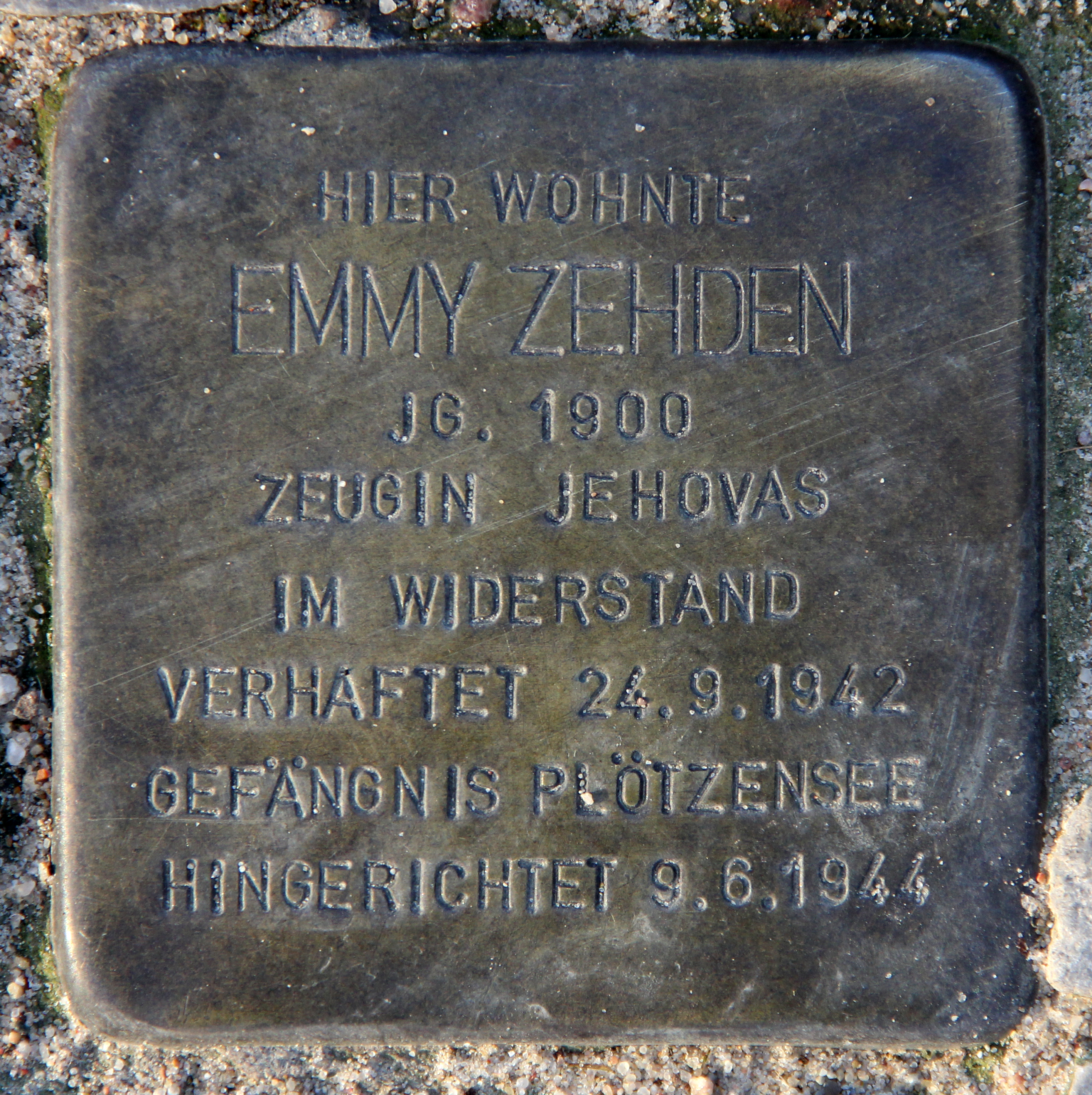
Pietra d'inciampo per Emmy Zehden al 32 di Franzstrasse, Wilhelmstadt, Berlino.

Emmy lavorò come domestica, nel 1918 si trasferì a Berlino dove incontrò il commerciante ebreo Richard Zehden; i due si sposarono a metà degli anni '20.
Nel 1930, Zehden si interessò al Movimento degli Studenti della Bibbia. Lei e suo marito furono battezzati come Testimoni di Geova nel 1935 (la vecchia denominazione era stata messa al bando). Nel 1938, suo marito fu imprigionato per un anno per la sua fede religiosa.
La coppia adottò un figlio, Horst Schmidt, che si rifiutò di prestare il servizio militare per la sua fede nei Testimoni di Geova. Emmy nascose il figlio e due suoi compagni, in virtù della loro fede si rifiutavano di prestare il servizio militare, ma furono scoperti e tutti e quattro furono condannati a morte.
I due compagni di Horst furono decapitati. Emmy fu condannata a morte per «landesverräterischer Feindbegünstigung und Wehrdienstentziehung» («favoreggiamento del nemico ed elusione del servizio di leva per tradimento della patria») e fu decapitata nonostante avesse presentato domanda di grazia, il 9 giugno 1944 nella prigione di Plötzensee a Berlino. Horst non fu giustiziato, sposerà una testimone di Geova sopravvissuta a un campo di concentramento.
Il marito Richard fu deportato a Sachsenhausen, o ad Auschwitz, dove morì il 5 novembre 1943.

## Memoria

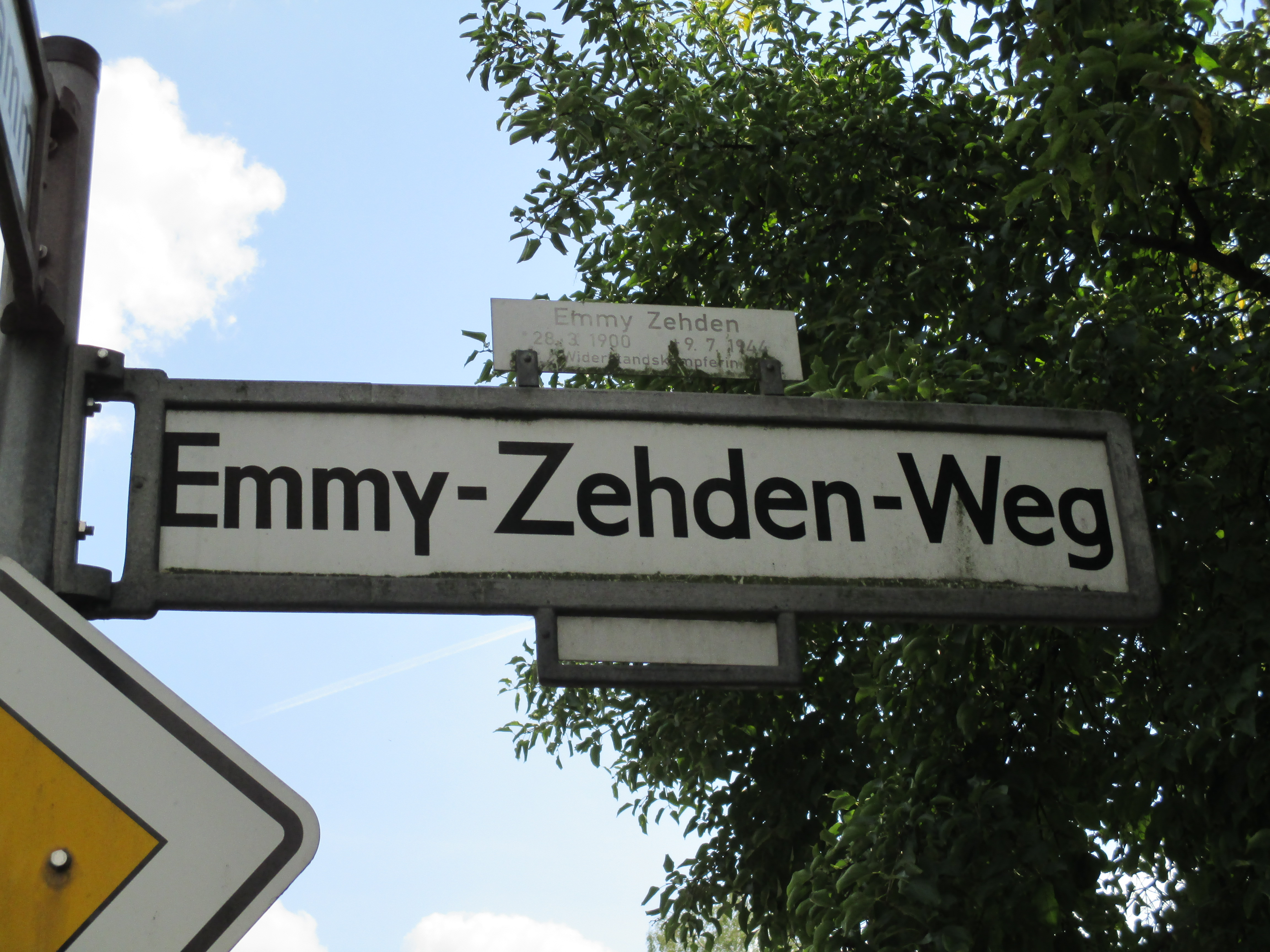
La strada di Berlino intitolata alla memoria di Emmy Zehden.

Nel 1992, a Berlino, è stata intitolata una strada in memoria di Emmy Zehden, la Emmy-Zehden-Weg. Una pietra d'inciampo la ricorda al numero 32 di Franzstraße, a Wilhelmstadt.
Il figlio adottivo Horst Schmidt scrisse il libro Der Tod kam immer montags. Verfolgt als Kriegsdienstverweigerer im Nationalsozialismus. Eine Autobiografie.